# Maria Bałuch
Maria Bałuch (ur. 1954) – doktor habilitowany nauk technicznych w specjalności budowa dróg kolejowych, profesor nadzwyczajny Uniwersytetu Technologiczno-Humanistycznego im. Kazimierza Pułaskiego w Radomiu.

## Życiorys
Jest absolwentką Politechniki Warszawskiej. W 1978 uzyskała tytuł magistra inżyniera na Wydziale Inżynierii Lądowej tej uczelni. Po ukończeniu studiów, w latach 1978-1982 kierowała robotami napraw głównych nawierzchni kolejowej. W latach 1982–1994 pracowała w Dyrekcji Generalnej PKP, gdzie zajmowała się zagadnieniami dotyczącymi podnoszenia prędkości pociągów na liniach PKP, prowadząc jednocześnie zajęcia dydaktyczne z zakresu dróg kolejowych.
W 1985 uzyskała stopień doktora na Politechnice Warszawskiej, a w 1993 na Politechnice Gdańskiej – doktora habilitowanego nauk technicznych o specjalności budowa i utrzymanie dróg kolejowych. Za rozprawę habilitacyjną Metoda kształtowania warstwowych układów geometrycznych toru, otrzymała nagrodę Wydziału Nauk Technicznych Polskiej Akademii Nauk.
Od 1994 jest docentem w Centrum Naukowo-Technicznym Kolejnictwa, a od 1995 zajmuje stanowisko profesora nadzwyczajnego na Politechnice Radomskiej, gdzie prowadzi pracę dydaktyczną z zakresu budowy i eksploatacji dróg kolejowych.
Maria Bałuch jest członkiem m.in. Rady Naukowej Wydziału Transportu Politechniki Radomskiej, Rady Naukowej CNTK, Sekcji Inżynierii Komunikacyjnej Komitetu Inżynierii Lądowej i Wodnej PAN.
Jest córką profesora Henryka Bałucha – również specjalisty w zakresie dróg kolejowych.

## Publikacje
- „Monografie - Politechnika Radomska im. Kazimierza Pułaskiego nr 79, Interpretacja pomiarów i obserwacji nawierzchni kolejowej”. Nr 79, 2005. Maria Bałuch. Radom: Zakład Poligraficzny Politechniki Radomskiej. ISSN 1642-5278. (pol.).brak numeru strony
- Maria Bałuch: Podstawy dróg kolejowych. Radom: PR, 2001. ISBN 83-88001-72-8. Brak numerów stron w książce
- Budownictwo Komunikacyjne, (współautor 20% - monografia), Wojskowa Akademia Techniczna 2001, Warszawa
- Kryteria zużycia bocznego szyn, Konferencja Naukowo-Techniczna "Miejsce diagnostyki infrastruktury kolejowej w nowej strukturze organizacyjnej kolei", Zakopane 2000
- Eksploatacyjne możliwości wydłużenia cykli wymian szyn w łukach o małych promieniach (współaut. 50%). Problemy Kolejnictwa 2000, z. 132
- System diagnostyki przedmodernizacyjnej DIMO, Prace Centrum Naukowo-Technicznego Kolejnictwa 1999, z. 129
- Ocena nierówności toru odniesionych do długich baz pomiarowych, X Konferencja Naukowo-Techniczna "Drogi Kolejowe", Spała 1999
- Wpływ koincydencji nierówności toru na wartość stosunku sił Y/Q, Problemy Kolejnictwa 1999, z. 129
- Kinematics simulation as method of determining deviations of switch blade position in turnouts (Symulacja kinematyczna jako metoda ustalania odchyłek w położeniu iglic rozjazdów kolejowych), Archiwum Inżynierii Lądowej 1998, nr 3